# La Casa de Cadenas
La Casa de Cadenas (en inglés House of Chains) es el cuarto volumen serie de fantasía épica, el Libro de los Caídos de Malaz del autor canadiense Steven Erikson  y una secuela directa al segundo volumen en la serie, Las puertas de la Casa de la Muerte.
El primer volumen de la serie fue publicada en el Reino Unido el 2 de diciembre de 2002. 

## Resumen
La Casa de Cadenas tiene lugar inmediatamente después de los eventos de Las puertas de la Casa de la Muerte en el subcontinente de Siete Ciudades . La Cadena de los Perros, la evacuación de 50.000 civiles malazanos a lo largo de 2.400 kilómetros de territorio hostil, ha terminado con la trágica pérdida de todo el 7º ejército y de su heroico comandante, Coltaine. Sin embargo, su sacrificio compró la vida de cerca de 30.000 refugiados. Mientras tanto, la Cadena de los Perros se ha convertido en una leyenda que se extiende por Siete Ciudades, intimidando incluso a los responsables de su destrucción. Ahora la Adjunta Tavore Paran ha llegado a la cabeza del 14º Ejército, formado en gran parte por reclutas sin experiencia. Su misión es avanzar hacia el corazón del Sagrado Desierto de Raraku, el corazón mismo de la rebelión conocida como el Torbellino, y destruir a Sha'ik y sus fuerzas de una vez por todas. Los rebeldes superan en número a los malazanos, sin embargo, no todo está bien en el campamento de Sha'ik y los conflictos internos amenazan con destruir su ejército antes de que los malazanos puedan hacerlo. Mientras tanto, un poderoso guerrero llamado Karsa Orlong desciende de su fortaleza montañosa en Genabackis, comenzando un viaje que vivirá en leyenda, y el ladrón Crokus y la asesina Apsalar se ven envueltos en una lucha desesperada por el control del Trono de las Sombras. Finalmente, un guerrero llamado Trull Sengar es rescatado de una muerte segura con la noticia de que un nuevo enemigo terrible surge para preocupar a todo el mundo.